# Ангілейко Федір
Фе́дір Ангіле́йко — білоруський гравер по дереву. Працював наприкінці XVII століття — на початку XVIII століття у друкарні Богоявленського братства у Могильові під керівництвом М. Вощанки.
Гравюри Ангілейка (в книгах «Ірмолой», 1700, та «Часослов», 1703) тісно пов'язані з текстом і відзначаються простотою композиції.